# Asambleas presidenciales del Partido Demócrata de 2008 en Kansas
Las Asambleas demócratas de Kansas, 2008 fueron el 5 de febrero de 2008, también conocido como Super Martes. Veinte y uno de los 32 delegados fueron escogidos, y los otros serán elegidos en la convención del distrito el 12 de abril. El estado, y la mayoría de sus delegados, fueron ganados por Barack Obama.

## Resultados
| Candidato       | Votos  | Porcentajes | Delegados |
| --------------- | ------ | ----------- | --------- |
| Barack Obama    | 24,410 | 71.9%       | 23        |
| Hillary Clinton | 9,462  | 27.9%       | 9         |
| John Edwards*   | 53     | 0.2%        | 0         |
| Indecisos       | 8      | 0%          | 0         |
| Total           | 33,933 | 100%        | 32        |

* Candidato se ha retirado antes de las primarias.